# ワイルスカラー
ニューマン・ペンローズ形式の一般相対性理論において、ワイルスカラー (Weyl scalars) とは、4次元時空のワイルテンソルの10個の独立成分から計算される5つの複素スカラー {\displaystyle \{\Psi _{0},\Psi _{1},\Psi _{2},\Psi _{3},\Psi _{4}\}} を指す。

## 定義
複素ヌル四つ組 {\displaystyle \{l^{a},n^{a},m^{a},{\bar {m}}^{a}\}} に対して、規約 {\displaystyle \{(-,+,+,+);l^{a}n_{a}=-1\,,m^{a}{\bar {m}}_{a}=1\}}を用いると、ワイル-NP スカラーは次のように定義される。
{\displaystyle \Psi _{0}:=C_{\alpha \beta \gamma \delta }l^{\alpha }m^{\beta }l^{\gamma }m^{\delta }\ ,}
{\displaystyle \Psi _{1}:=C_{\alpha \beta \gamma \delta }l^{\alpha }n^{\beta }l^{\gamma }m^{\delta }\ ,}
{\displaystyle \Psi _{2}:=C_{\alpha \beta \gamma \delta }l^{\alpha }m^{\beta }{\bar {m}}^{\gamma }n^{\delta }\ ,}
{\displaystyle \Psi _{3}:=C_{\alpha \beta \gamma \delta }l^{\alpha }n^{\beta }{\bar {m}}^{\gamma }n^{\delta }\ ,}
{\displaystyle \Psi _{4}:=C_{\alpha \beta \gamma \delta }n^{\alpha }{\bar {m}}^{\beta }n^{\gamma }{\bar {m}}^{\delta }\ .}
注意: 規約{\displaystyle \{(+,-,-,-);l^{a}n_{a}=1\,,m^{a}{\bar {m}}_{a}=-1\}}を用いた場合、 {\displaystyle \Psi _{i}} の定義は正負を反転した値、 {\displaystyle \Psi _{i}\mapsto -\Psi _{i}} となる。

## 別々の導出
上述の定義に従うと、ワイル-NPスカラーを計算する前に関連する四つ組を縮約して定義されるワイルテンソルをみつけることができる。 この方法はしかし、ニューマン・ペンローズ形式の考え方を完全に反映したものではない。それとは違い、まずスピン係数を計算した上で五つのワイル-NPスカラーを次のニューマン・ペンローズ方程式から導出することができる。
{\displaystyle \Psi _{0}=D\sigma -\delta \kappa -(\rho +{\bar {\rho }})\sigma -(3\varepsilon -{\bar {\varepsilon }})\sigma +(\tau -{\bar {\pi }}+{\bar {\alpha }}+3\beta )\kappa \,,}
{\displaystyle \Psi _{1}=D\beta -\delta \varepsilon -(\alpha +\pi )\sigma -({\bar {\rho }}-{\bar {\varepsilon }})\beta +(\mu +\gamma )\kappa +({\bar {\alpha }}-{\bar {\pi }})\varepsilon \,,}
{\displaystyle \Psi _{2}={\bar {\delta }}\tau -\Delta \rho -(\rho {\bar {\mu }}+\sigma \lambda )+({\bar {\beta }}-\alpha -{\bar {\tau }})\tau +(\gamma +{\bar {\gamma }})\rho +\nu \kappa -2\Lambda \,,}
{\displaystyle \Psi _{3}={\bar {\delta }}\gamma -\Delta \alpha +(\rho +\varepsilon )\nu -(\tau +\beta )\lambda +({\bar {\gamma }}-{\bar {\mu }})\alpha +({\bar {\beta }}-{\bar {\tau }})\gamma \,.}
{\displaystyle \Psi _{4}=\delta \nu -\Delta \lambda -(\mu +{\bar {\mu }})\lambda -(3\gamma -{\bar {\gamma }})\lambda +(3\alpha +{\bar {\beta }}+\pi -{\bar {\tau }})\nu \,.}
ここで {\displaystyle \Lambda } （{\displaystyle \Psi _{2}} の導出に使われる）はニューマン・ペンローズの曲率スカラー  {\displaystyle \Lambda :={\frac {R}{24}}} で、時空の計量 {\displaystyle g_{ab}}から直接計算できる。

## 物理的解釈
セケレシュ (1965) は大きな距離における別々のワイルスカラーに対し解釈を与えた。
{\displaystyle \Psi _{2}} は「クーロン」項で、源の重力単極子を表わす。
{\displaystyle \Psi _{1}} & {\displaystyle \Psi _{3}} はそれぞれ外向きと内向きの「縦」放射項である。
{\displaystyle \Psi _{0}} & {\displaystyle \Psi _{4}} はそれぞれ外向きと内向きの「横」放射項である。

一般の、放射を持つ漸近平坦な時空（ペトロフ分類 I) の場合、{\displaystyle \Psi _{1}} & {\displaystyle \Psi _{3}} はヌル四つ組を適切に選ぶことによりゼロに変換することができる。したがって、これらをゲージ量と見ることもできる。
特に重要なのはワイルスカラー {\displaystyle \Psi _{4}} である。外向きの重力波放射は（漸近平坦な時空においては）次のように記述できることが示せる。
{\displaystyle \Psi _{4}={\frac {1}{2}}\left({\ddot {h}}_{{\hat {\theta }}{\hat {\theta }}}-{\ddot {h}}_{{\hat {\phi }}{\hat {\phi }}}\right)+i{\ddot {h}}_{{\hat {\theta }}{\hat {\phi }}}=-{\ddot {h}}_{+}+i{\ddot {h}}_{\times }\ .}
ここで、 {\displaystyle h_{+}} および {\displaystyle h_{\times }} それぞれ重力波の偏極における「 +モード」と「×モード」であり、二重ドットは二階時間微分を表わす。
しかし、上述の解釈が成り立たなくなるような例も知られている。それは、円筒対称性を持つアインシュタイン方程式の真空厳密解の場合である。たとえば、静的な（無限に長い）円筒は、「クーロン」的ワイル要素 {\displaystyle \Psi _{2}} から期待される重力場だけでなく、非零の「横波」成分 {\displaystyle \Psi _{0}} および {\displaystyle \Psi _{4}} を持つことがある。さらに、純粋に外向きのアインシュタイン・ローゼン波が非零の「内向き横波」成分 {\displaystyle \Psi _{0}} を持つことも知られている。